# Ribicsora
Ribicsora (Ribicioara), település Romániában, Erdélyben, Hunyad megyében.

## Fekvése
Brádtól északra, Körösbányától északkeletre, Tomnatek, Zsunk és Újbáresd közt fekvő település.

## Története
Ribicsora nevét 1441-ben Kisribicza néven említette először oklevél. 1445-ben Kysribicza, 1525-ben Ribicyor néven, mint a világosi vár tartozékát említették, 1913-ban pedig Ribicsora néven írták.
1910-ben 800 román lakosa volt, melyből 873 görögkeleti ortodox volt. A trianoni békeszerződés előtt Hunyad vármegye Körösbányai járásához tartozott.

## Nevezetességek

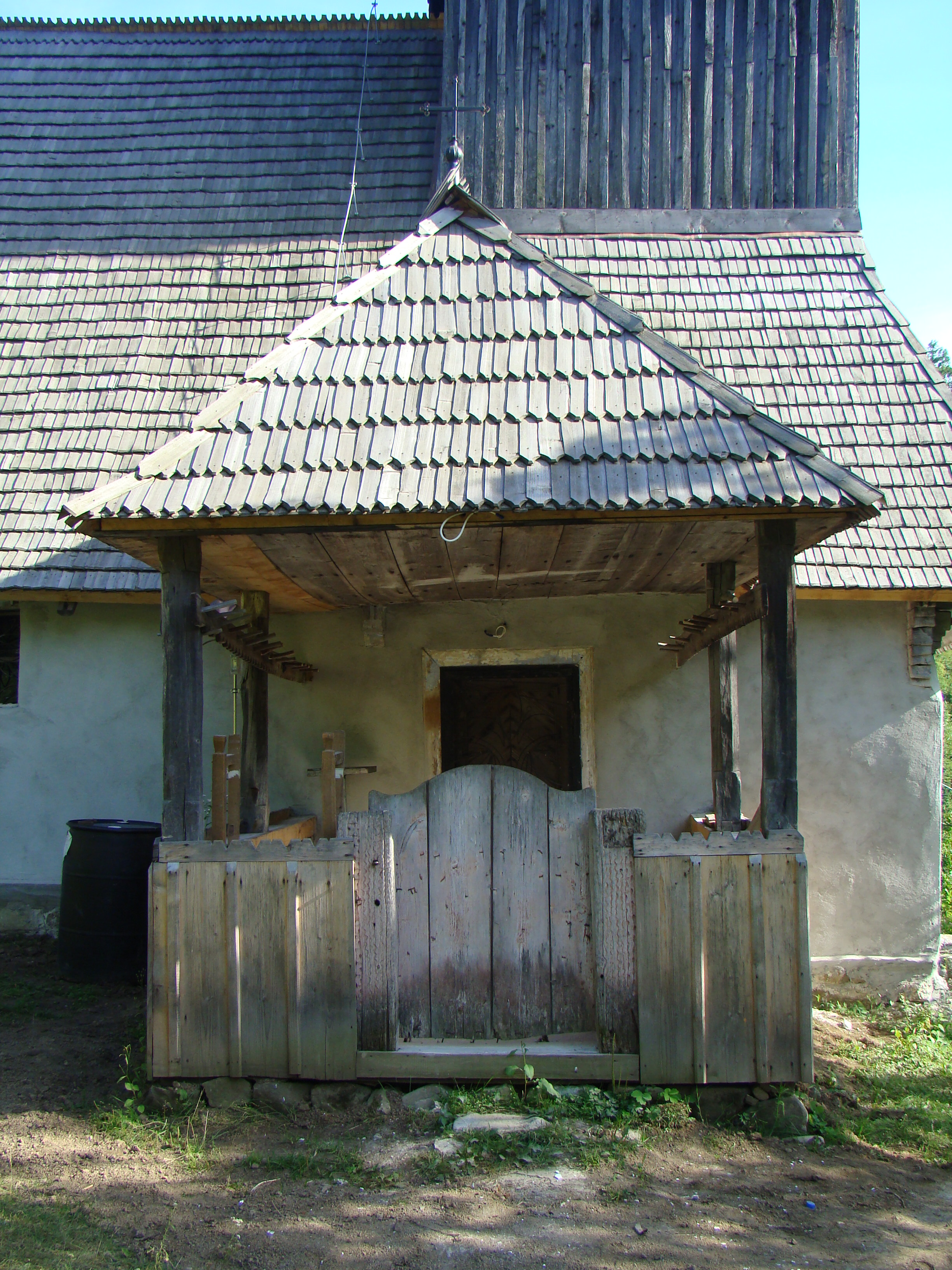
Ribicsora, a fatemplom bejárata

- Ortodox fatemploma